# Lista de subgêneros do heavy metal
Essa é uma lista dos subgêneros do heavy metal.
Algumas considerações sobre a lista dos subgêneros do heavy metal:
- A lista dos subgêneros do heavy metal está organizada por ordem alfabética.
- Algumas ramificações do heavy metal estão em mais de um subgênero por serem de fusão.
- Quase todos os subgêneros do heavy metal possuem ramificações melódicas, sinfônicas, progressivas, técnicas, industriais, etc.

## Histórico dos subgêneros

### Anos 80
Os primeiros subgêneros 
Alguns subgêneros do heavy metal, como o speed metal, o thrash metal e o doom metal, surgiram durante a década de oitenta, e mesmo o power metal, o death metal e o black metal, também surgiram ainda na década de oitenta, embora esses três últimos possuiriam contextualizações apenas no começo da década de noventa. 
 As primeiras ramificações dos subgêneros 
Ainda na década de oitenta começaram as ramificações dos subgêneros do heavy metal, sendo o thrash metal o primeiro subgênero a se ramificar, ramificações essas, do heavy metal, que do final da década de oitenta para o começo da década de noventa, e daí para a frente (até a atualidade), cada vez mais caracterizaria os subgêneros do heavy metal.
 As primeiras fusões dos subgêneros
Adjacente as ramificações dos subgêneros do heavy metal, outra grande característica do heavy metal seriam as suas fusões com os demais gêneros musicais que, também, começaram ainda na década de oitenta, como o glam metal (fusão do heavy metal com o hard rock, como exemplo, o Girls, Girls, Girls do Mötley Crüe), o avant-garde metal (fusão do heavy metal com a música de vanguarda, como exemplo, o Into the Pandemonium do  Celtic Frost), o thrash metal progressivo/técnico (fusão do thrash metal com o rock progressivo e o jazz fusion, como exemplo, o Nothingface do Voivod), o funk metal (fusão do heavy metal com o funk rock, como exemplo, o The Real Thing do Faith No More), o rap metal (fusão do heavy metal com o rap, como exemplo, o I'm the Man do  Anthrax), o metal progressivo (fusão do heavy metal com o rock progressivo, como exemplo, o When Dream and Day Unite do  Dream Theater) e o death metal técnico (fusão do death metal com o jazz fusion e o rock progressivo, como exemplo, o Piece of Time do  Atheist), e tendo entre essas fusões a do glam metal como a de maior repercussão na década de oitenta, haja vista as demais terem as suas reais contextualizações nas primeiras datas da década de noventa.

## Subgêneros

### Black metal
- Ambient/atmospheric black metal
- Blackened death metal
- Blackgaze
- Black metal melódico
- Black metal nacional socialista
- Black 'n' roll
- Depressive suicidal black metal
- Raw black metal

### Death metal
- Blackened death metal
- Brutal death metal
- Deathcore
- Deathgrind
- Death metal melódico
- Death metal técnico/progressivo
- Death/doom metal
- Death 'n' roll

### Doom metal
- Atmospheric doom metal
- Black/doom metal
- Death/doom metal
- Drone metal
- Funeral doom metal

### Power metal
- Power metal progressivo
- Power/doom metal
- Power/thrash metal

### Thrash metal
- Blackened thrash metal
- Crossover thrash
- Death/thrash metal
- Groove metal

## Subgêneros de fusão

### Folk metal
- Cello metal
- Celtic metal
- Medieval metal
- Oriental metal
- Pagan metal
- Pirate metal
- Viking metal

### Grindcore
- Cybergrind
- Deathgrind
- Goregrind
- Pornogrind
- Frognoise
- Noisegrind
- Blackned Noise
- Blackned grindcore
- Emoviolence

### Metalcore
- Metalcore progressivo
- Deathcore
- Electronicore
- Mathcore
- Metalcore melódico
- Nu metalcore
- Southerncore

### Metal alternativo
- Funk metal
- Nu metal
- Nu metalcore
- Rap metal

### Metal industrial
- Neue Deutsche Härte

### Metal progressivo
- Djent

### Metal sinfônico
- Black metal sinfônico
- Death metal sinfônico

### White metal
- Metalcore cristão
- Unblack metal